# Arena Ciudad de México
Die Arena Ciudad de México (deutsch Arena Mexiko-Stadt, kurz: Arena CDMX) ist eine Mehrzweckhalle im nördlichen Bezirk Azcapotzalco der mexikanischen Hauptstadt Mexiko-Stadt. Der Bauherr der privatfinanzierten Veranstaltungshalle ist die Grupo Avalanz, ein Konsortium aus Monterrey. Sie wird von Zignia Live, einer Tochtergesellschaft der Grupo Avalanz, betrieben.

## Geschichte
Am 18. März 2009 wurde der 300 Mio. US-Dollar teure Bau auf einem Grundstück an der Avenida de Las Granjas mit der Grundsteinlegung durch den Bürgermeister Marcelo Ebrard und den Präsidenten der Grupo Avalanz und Direktor von TV Azteca, Ricardo Salinas Pliego, begonnen. Das acht Hektar große Baugelände stellte die Stadt auf Lebenszeit zur Verfügung. Früher befand sich auf dem Gelände der Schlachthof von Ferrería. Der Entwurf stammt von KMD Architects aus San Francisco. Neben den Zuschauerplätze verteilen sich auf drei Ebenen Luxussuiten mit exklusiven Lounges. Des Weiteren bieten sich Tagungs- und Ausstellungsräume. Die klimatisierte Arena bietet unterschiedliche Sitzkonfigurationen für verschiedene Veranstaltungen von 6000, 8000, 12.000, 15.000 bis zu maximal 22.300 Besuchern. Der Bau ist 180 Meter lang und 135 Meter breit sowie 45 Meter hoch. Die LED-Medienfassade hat eine Fläche von 6500 m². Auf einer Grundfläche von 300.000 m² wurden 100.000 m³ Beton, 25.000 t Bewehrungsstahl und 5000 t Baustahl verarbeitet. Die Arena CDMX verfügt u. a. über 124 Luxussuiten, zwei Restaurants, zwei Landeplätze für Hubschrauber, zwei Bars, 5000 kostenlose Parkplätze, ein Einkaufszentrum, 70 Verkaufsstellen, vier Küchen und eine Videoüberwachungsanlage mit 650 Kameras auf dem Gelände. Die rechteckige LED-Videoanzeigetafel unter dem Hallendach hat ein Bildschirmfläche pro Seite von mehr als 700 m² und zählt zu den größten Anzeigetafeln der Welt unter einem Hallendach. Für die Errichtung waren die Grupo Garza Ponce, Corey und ADIPPSA verantwortlich. Da der Untergrund für den großen Bau nicht stabil genug war, mussten 600 Pfähle in den Boden eingesetzt werden. Sie stützen einen Betonring mit einem Umfang von 315 Metern. Die Bauteile dafür wurden im über 500 km entfernten Guadalajara produziert und waren aufgrund der Größe schwer zu transportieren.
Die Veranstaltungsarena wurde mit zwei Konzerten des mexikanischen Sängers Luis Miguel am 25. und 26. Februar 2012 offiziell eröffnet.
Seit der Saison 2022/23 im November 2022 trägt die mexikanische Basketballmannschaft der Capitanes de Ciudad de México ihre Partien der nordamerikanischen NBA G-League in der Arena Ciudad de México aus. Zu den Spielen werden maximal 8000 Zuschauer in die Halle zugelassen.

### NBA Global Games
Seit 2012 finden, im Rahmen der NBA Global Games der National Basketball Association, Partien der nordamerikanischen Liga in der Arena statt. Nach den Einschränkungen durch die COVID-19-Pandemie plante die NBA wieder eine Begegnung in der Arena CDMX. Am 17. Dezember 2022 trafen die San Antonio Spurs und die Miami Heat in der mexikanischen Hauptstadt aufeinandertreffen.
- 07. Okt. 2012: New Orleans Hornets – Orlando Magic 85:80 (Preseason)[10]
- 12. Nov. 2014: Minnesota Timberwolves – Houston Rockets 101:113 (Regular Season), 18.996 Zuschauer[11]
- 03. Dez. 2015: Sacramento Kings – Boston Celtics 97:114 (Regular Season), 18.660 Zuschauer[12]
- 12. Jan. 2017: Phoenix Suns – Dallas Mavericks 108:113 (Regular Season), 19.874 Zuschauer[13]
- 14. Jan. 2017: Phoenix Suns – San Antonio Spurs 108:105 (Regular Season), 20.532 Zuschauer[14]
- 07. Dez. 2017: Brooklyn Nets – Oklahoma City Thunder 100:95 (Regular Season), 20.562 Zuschauer[15]
- 09. Dez. 2017: Brooklyn Nets – Miami Heat 89:101 (Regular Season), 19.777 Zuschauer[16]
- 13. Dez. 2018: Orlando Magic – Chicago Bulls 97:91 (Regular Season), 20.201 Zuschauer[17]
- 15. Dez. 2018: Orlando Magic – Utah Jazz 96:89 (Regular Season), 20.011 Zuschauer[18]
- 12. Dez. 2019: Detroit Pistons – Dallas Mavericks 111:122 (Regular Season), 20.064 Zuschauer[19]
- 14. Dez. 2019: Phoenix Suns – San Antonio Spurs 119:121 OT (Regular Season), 20.013 Zuschauer[20]
- 17. Dez. 2022: San Antonio Spurs – Miami Heat 101:111 (Regular Season), 20.160 Zuschauer[21]
- 09. Nov. 2023: Orlando Magic – Atlanta Hawks 119:120 (Regular Season), 19.986 Zuschauer[22]
- 02. Nov. 2024: Washington Wizards – Miami Heat 98:118 (Regular Season), 20.328 Zuschauer[23]

### Lucha Libre
Die von der mexikanischen Wrestling-Liga Lucha Libre AAA Worldwide (Lucha Libre) jährlich veranstaltete Triplemanía, vergleichbar mit der WrestleMania der WWE, wurde mehrfach in der Arena CDMX ausgetragen. Am 15. Oktober 2022 wurde die Triplemanía XXX in der Arena ausgetragen.
- 05. Aug. 2012: Triplemanía XX
- 16. Juni 2013: Triplemanía XXI
- 17. Aug. 2014: Triplemanía XXI
- 09. Aug. 2015: Triplemanía XXIII
- 28. Aug. 2016: Triplemanía XXIV
- 26. Aug. 2017: Triplemanía XXV
- 25. Aug. 2018: Triplemanía XXVI
- 03. Aug. 2019: Triplemanía XXVII
- 12. Dez. 2020: Triplemanía XXVIII
- 14. Aug. 2021: Triplemanía XXIX
- 15. Okt. 2022: Triplemanía XXX

### Ultimate Fighting Championship
Die Arena ist ebenso Schauplatz von Kampfabenden der Ultimate Fighting Championship (Mixed Martial Arts). Alle 21.000 angebotenen Eintrittskarten für UFC 180 waren innerhalb von acht Stunden verkauft. Es war die erste Veranstaltung der UFC in Mexiko. Der Hauptkampf der UFC Fight Night am 21. September 2019 zwischen Yair Rodríguez und Jeremy Stephens wurde nach nur 15 Sekunden abgebrochen. Rodriguez hatte seinen Gegner unabsichtlich im linken Auge getroffen. Auch nach einer mehrminütigen Behandlung konnte Stephens sein Auge nicht öffnen. Der Ringarzt empfahl den Abbruch und der Ringrichter beendete den Kampf ohne Wertung. Die Zuschauer fühlten sich von Stephens betrogen und warfen unter Buhrufen mit Bierbechern und Popcorntüten. Stephens wurde vom mehreren Leuten des Sicherheitsdiensts aus dem Ring begleitet.
- 15. Nov. 2014: UFC 180: Werdum vs. Hunt (21.000 Zuschauer)[27]
- 13. Juni 2015: UFC 188: Velasquez vs. Werdum (21.036 Zuschauer)[28]
- 05. Nov. 2016: UFC Fight Night 98 – The Ultimate Fighter Latin America 3 Finale: dos Anjos vs. Ferguson (11.460 Zuschauer)[29]
- 05. Aug. 2017: UFC Fight Night: Pettis vs. Moreno (10.172 Zuschauer)[30]
- 21. Sep. 2019: UFC Fight Night: Rodríguez vs. Stephens (10.112 Zuschauer)[31]

### Konzerte
In der Arena traten folgende Künstler und Bands wie Ana Torroja, Santana, Ricardo Arjona, Paulina Rubio, Transmetal, Maroon 5, Keane, Scorpions, Poison, Avalanch, Def Leppard, Linkin Park, The Smashing Pumpkins, Bryan Adams, Slayer, Resorte, Mastodon, Cavalera Conspiracy, Stone Sour, Marilyn Manson, Deftones, The Prodigy, Illya Kuryaki and the Valderramas, Gogol Bordello, Jamiroquai, Chicago, Daughtry, 3 Doors Down, Garbage, Tiësto, Dash Berlin, Belinda, Matchbox Twenty, Lifehouse, Andrea Bocelli, Lionel Richie, Pet Shop Boys, Hillsong United, Aerosmith, Super Junior, Paul Oakenfold, Sarah Brightman, Incubus, Panic! at the Disco, New Politics, Fall Out Boy, Franco de Vita, Laura Pausini, Romeo Santos, SHINee, Dream Theater, Il Divo, Yellow Claw, W&W, Joris Voorn, Claude VonStroke, Joel Mull, Chris Liebing, Laidback Luke, Kill the Noise, Hardwell, Martin Garrix, Dillon Francis, Dubfire, Chuckie, The Chainsmokers, Gui Boratto, Arty, Pete Tong, Danny Tenaglia, Martin Solveig, Skrillex, Otto Knows, Fedde Le Grand, Knife Party, Aly & Fila, Alesso, Above & Beyond, 12th Planet, Avril Lavigne, Demi Lovato, Michael Bublé, Bruno Mars, Miley Cyrus, OV7, EXO, BTS, Deep Purple, Paul van Dyk, Dimitri Vegas & Like Mike, Mägo de Oz, Panteón Rococó, Julieta Venegas, Mötley Crüe, BIGBANG, José José, Camilo Sesto, Maná, Gloria Trevi, Panda, David Guetta, Culture Club, Il Volo, Roberto Carlos, The Libertines, Alejandro Sanz, Eros Ramazzotti, Mariah Carey, NCT 127, Red Velvet, Maluma, Edith Márquez, Caifanes, The Warning, Helloween, Danny Elfman, Café Tacvba, Irán Castillo, Nickelback, Lenny Kravitz, Ozuna, Katy Perry, Marco Antonio Solís, Jesse & Joy, Charlotte de Witte, J Balvin, Sebastián Yatra, Sofía Reyes, Liam Payne, Mon Laferte, Anitta, The Black Eyed Peas, Nightwish, Bad Bunny, Thirty Seconds to Mars, Fey, Kreator, Arch Enemy, Camila, In Flames, Rosana, Ha*Ash, Amistades Peligrosas, Anuel AA, Alejandra Guzmán, Dave Matthews Band, Hugh Jackman, Maldita Vecindad y los Hijos del Quinto Patio, Wisin & Yandel, Yuri, Álex Ubago, SuperM, Melendi, Saurom, Carlos Rivera, Ska-P, Rauw Alejandro, Alicia Villarreal, Ángela Carrasco und María Conchita Alonso auf.

### Weitere Veranstaltungen
Neben dem Sport und Konzerte finden auch Familienshows, wie die Eisrevue Disney on Ice oder Monster Jam (Monstertruck), Theater- und Zirkusvorstellungen (Ringling Bros. and Barnum & Bailey Circus) oder Ausstellungen und Tagungen statt.
Am 14. April 2012 boxten der aus Mexiko-Stadt stammende Juan Manuel Márquez und der ukrainische Herausforderer Serhij Fedchenko um die Weltmeisterschaft der WBO im Halbweltergewicht. Márquez gewann einstimmig mit 119:109, 118:110 und 118:110 Punkten.

## Galerie

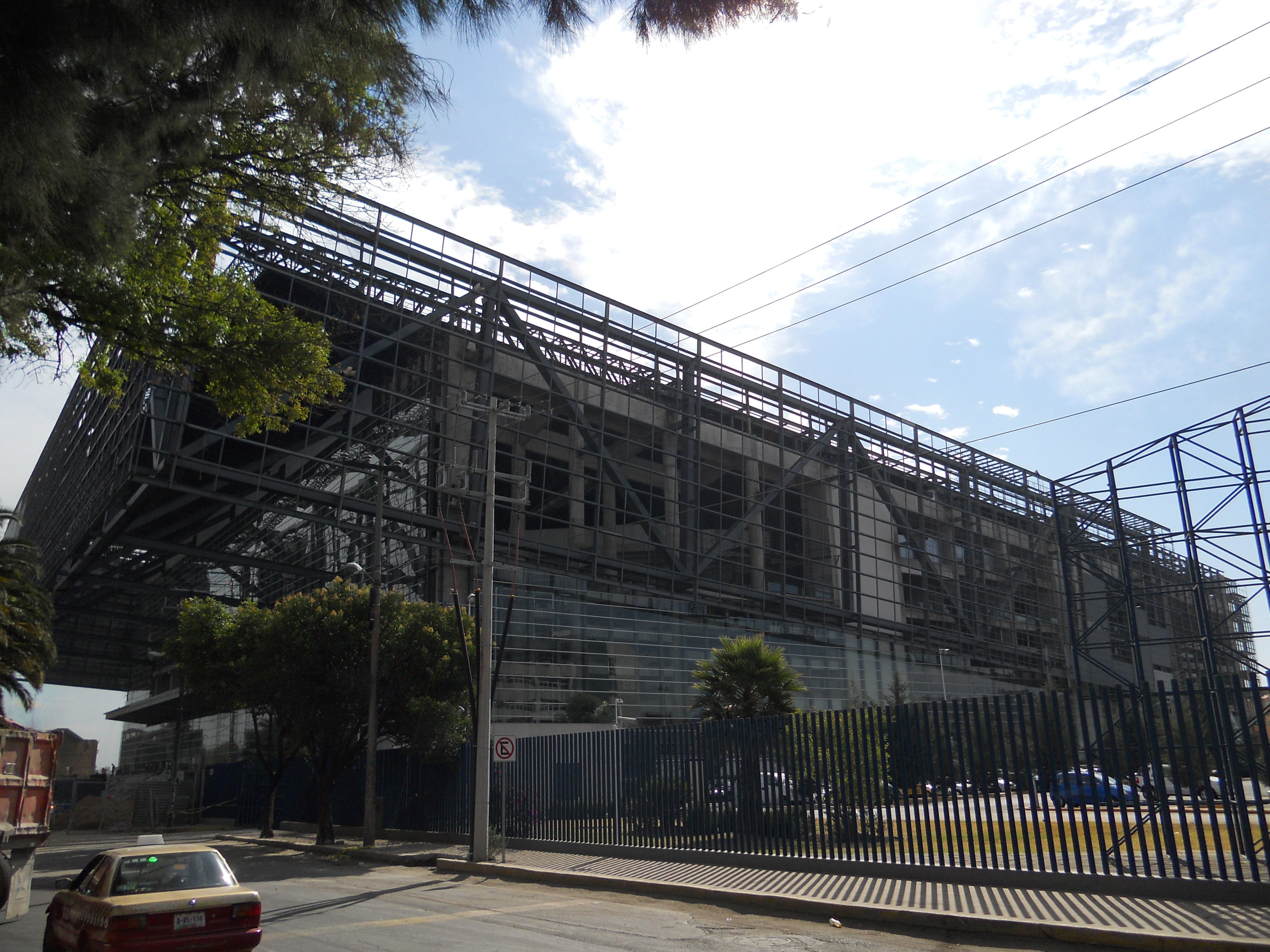
Die Baustelle im Januar 2012
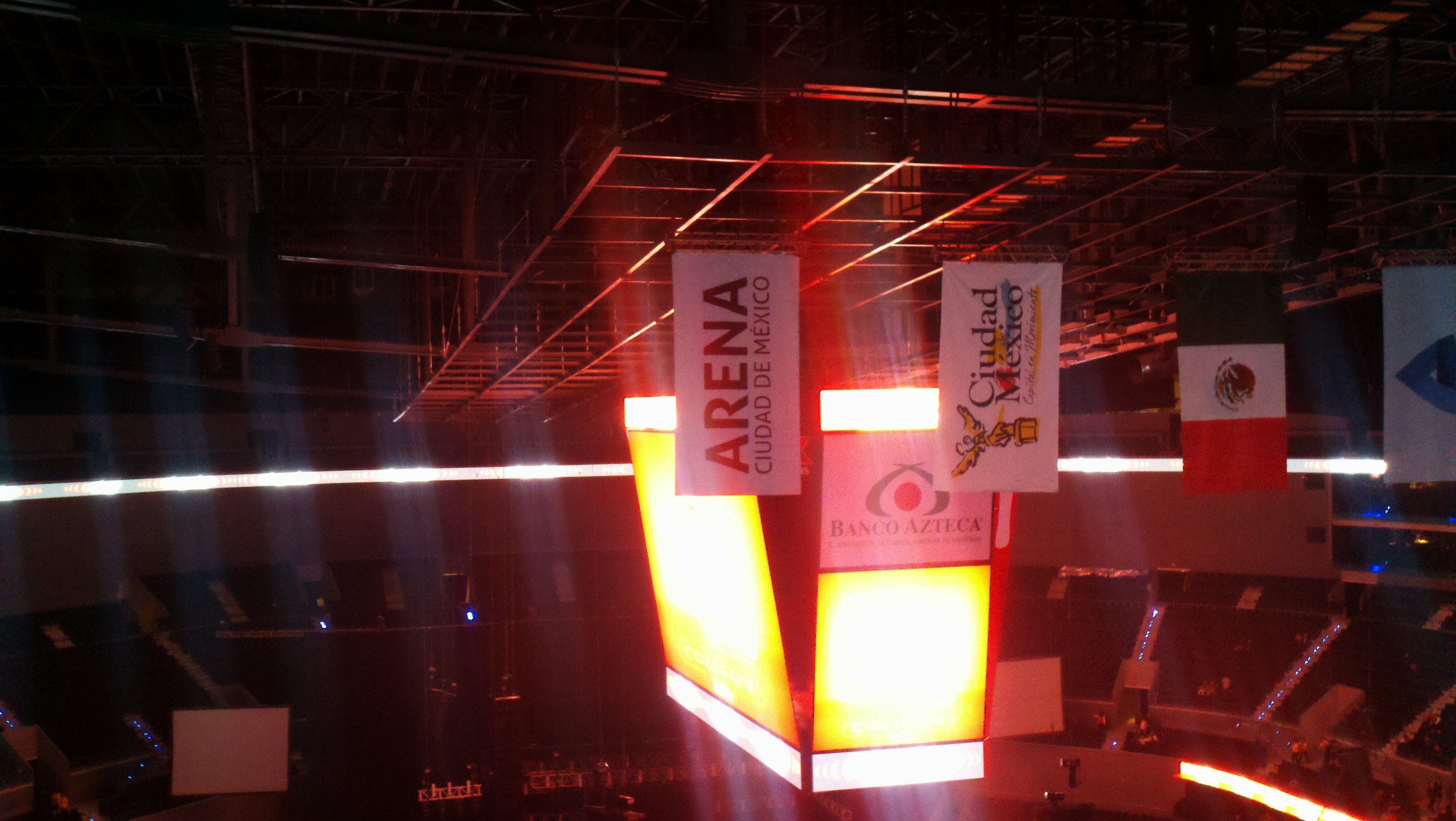
Der LED-Videoanzeigetafel unter der Hallendecke (Februar 2012)
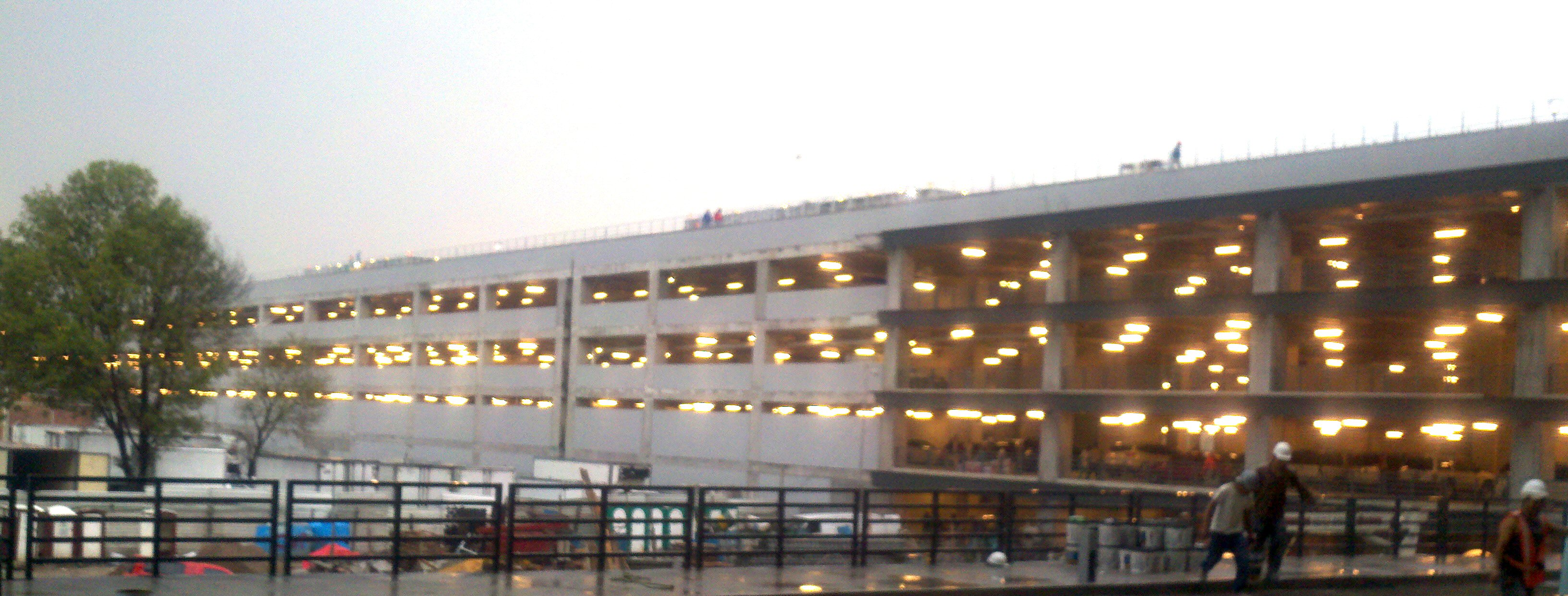
Parkplätze der Arena (Februar 2012)
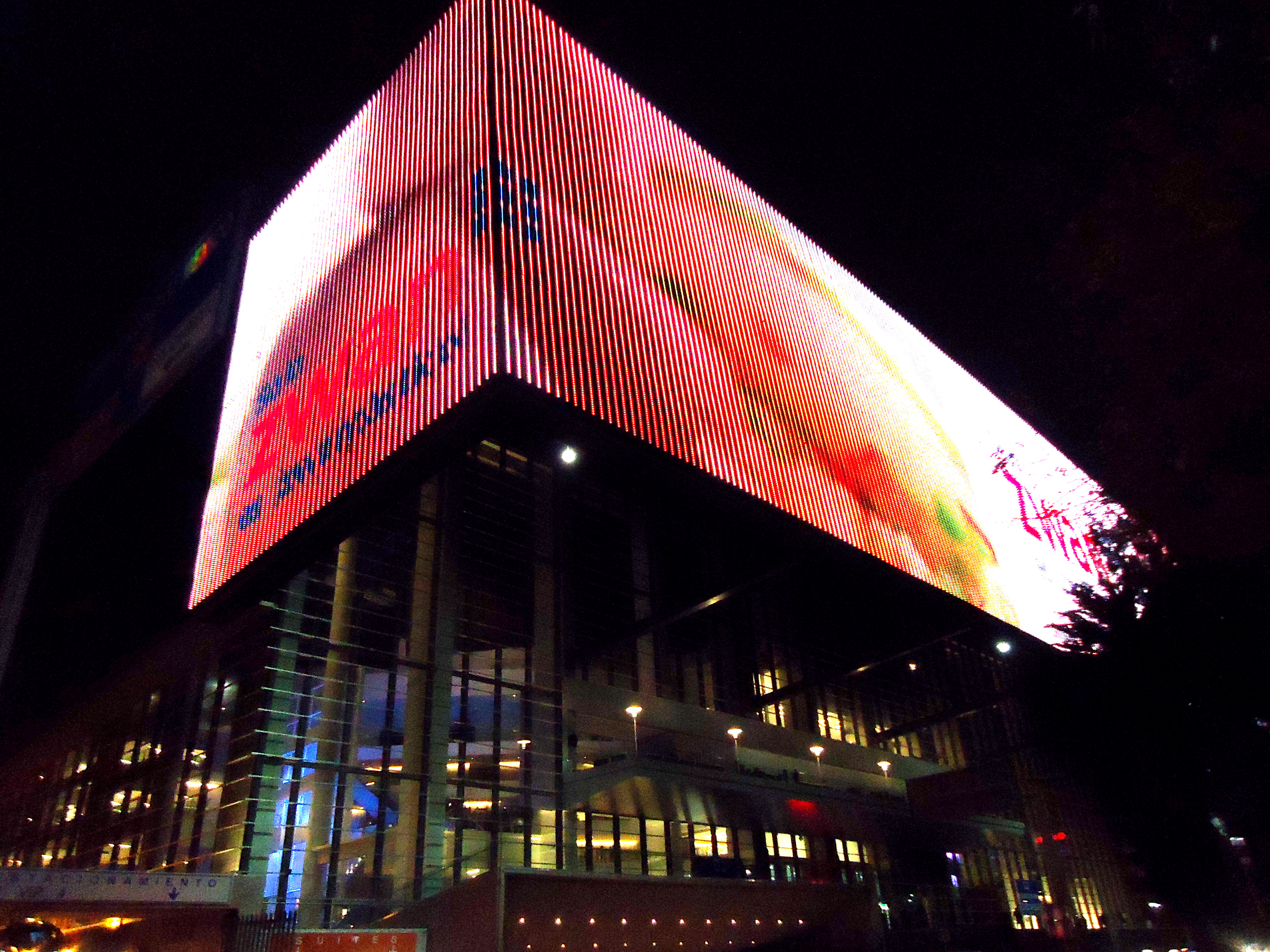
Die Arena CDMX bei Nacht (November 2013)
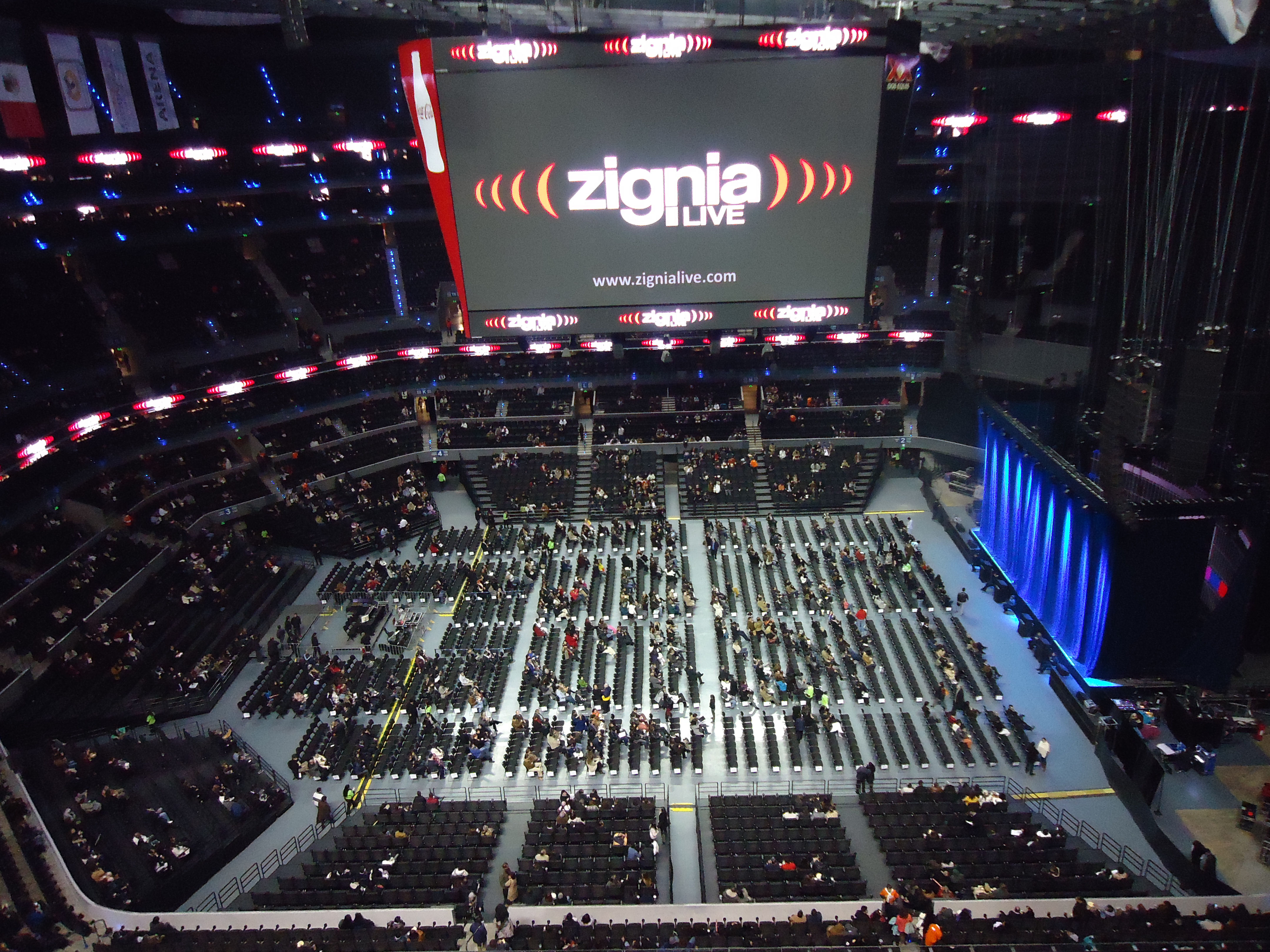
Der Innenraum (November 2013)
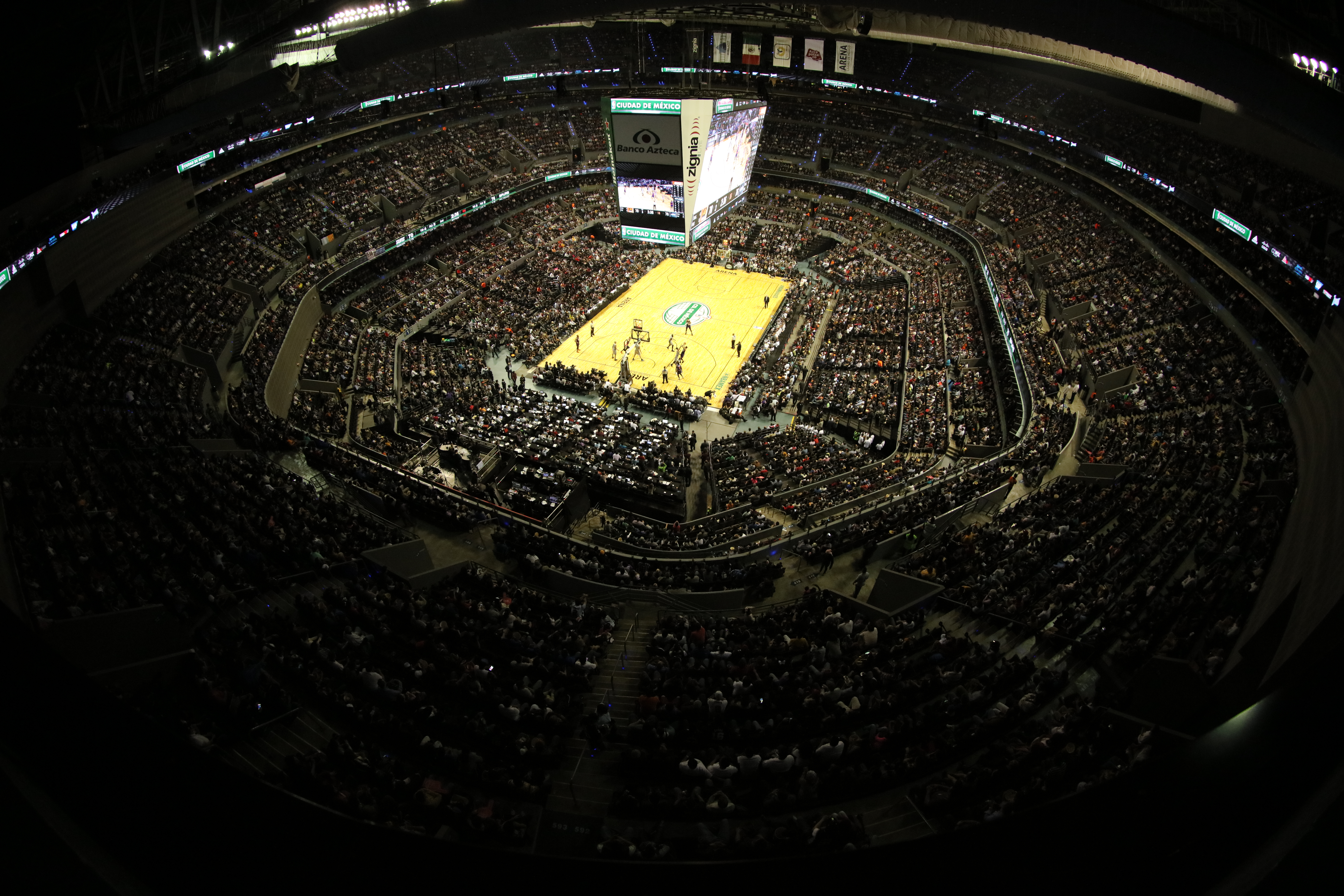
NBA Global Games 2017 in der Arena am 14. Januar zwischen den Phoenix Suns und den San Antonio Spurs (108:105)
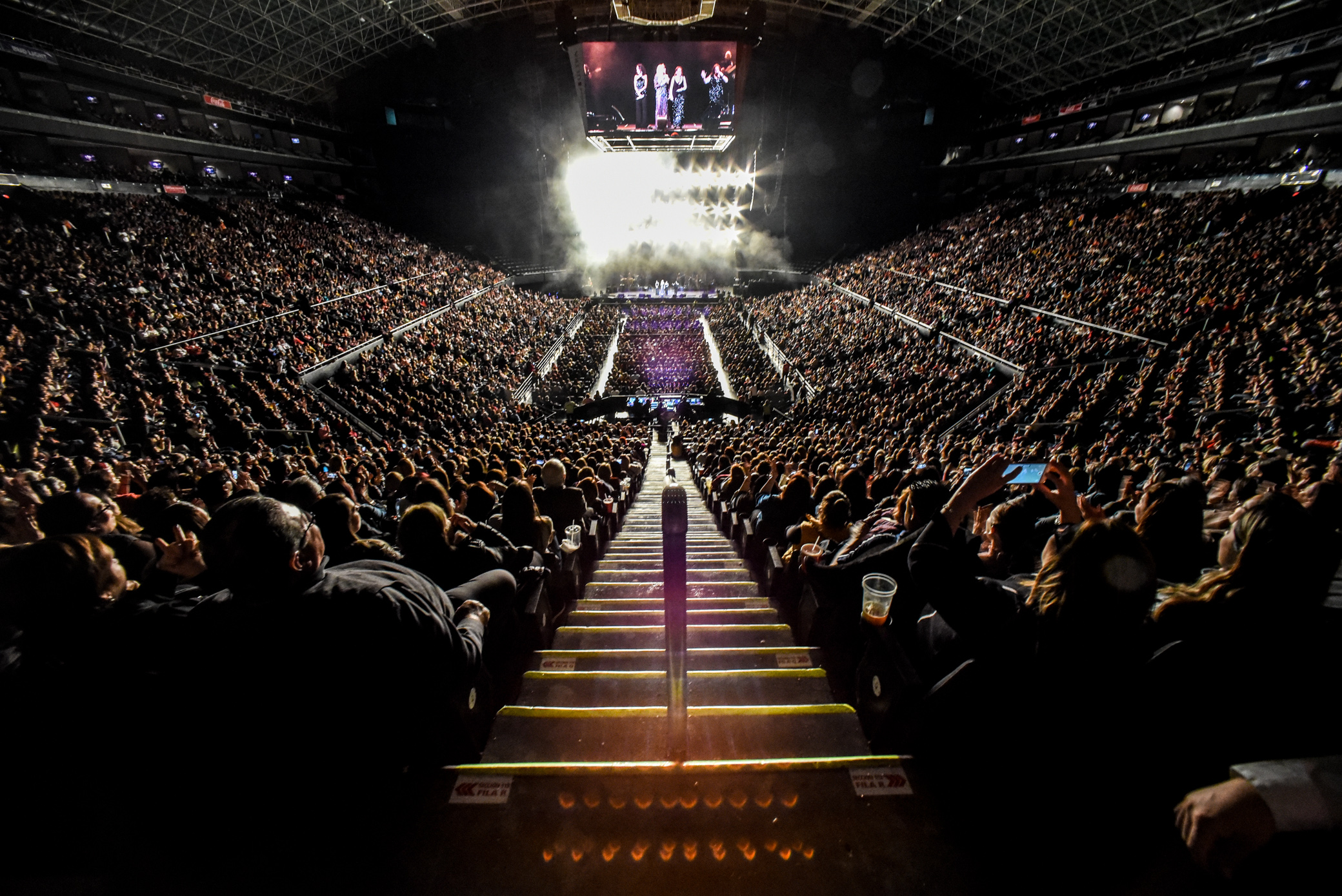
Blick in die Arena bei einem Konzert (Januar 2020)